# Trimetoprim
Trimetoprim este un antibiotic din clasa pirimidinelor care este utilizat în tratamentul unor infecții bacteriene, precum sunt infecțiile de tract urinar și otitele medii acute. Este uneori utilizat în asociere cu sulfametoxazolul (trimetoprim/sulfametoxazol). Este un inhibitor de dihidrofolat reductază.
A fost utilizat pentru prima dată în anul 1962. Se află pe lista medicamentelor esențiale ale Organizației Mondiale a Sănătății. Este disponibil ca medicament generic iar tratamentul nu este foarte costisitor.